# أنتون موسرت
أنتون أدريان موسرت (11 مايو 1894 – 7 مايو 1946) كان سياسيًا هولنديًا شارك في تأسيس الحركة الاشتراكية الوطنية في هولندا (NSB) في عام 1931 وشغل منصب قائدها حتى تم حظر الحزب في عام 1945. على هذا النحو، كان موسرت أبرز قائد هولندي للحركة قبل وأثناء الحرب العالمية الثانية. تعاون موسرت مع حكومة الاحتلال الألمانية، لكنه حصل على قدر قليل من السلطة الفعلية واحتفظ باللقب الاسمي "قائد الشعب الهولندي" من عام 1942 فصاعدًا. في مايو 1945، مع نهاية الحرب في أوروبا، تم القبض على موسرت واعتقاله من قبل قوات الحلفاء. تم توجيه تهم الخيانة إليه، وأدين بالإعدام في عام 1946.

## النشأة
وُلد موسرت في 11 مايو 1894 في وركندام، في الجزء الشمالي من محافظة شمال برابانت في هولندا. من سن مبكرة، أظهر موسرت موهبة في الأمور التقنية، وبعد تخرجه من المدرسة اختار دراسة الهندسة المدنية في جامعة دلفت للتكنولوجيا. تزوج من خالته، ماريا فيتلام (1876–1951)، اخت والدته في عام 1917 على الرغم من معارضة والدته. في العشرينات، أصبح نشطًا في عدة منظمات يمينية متطرفة، مثل "الديتشه بوند" التي دعت إلى هولندا الكبرى بما في ذلك فلاندرز (بلجيكا الناطقة بالهولندية).

## تأسيس حركة الاشتراكية الوطنية

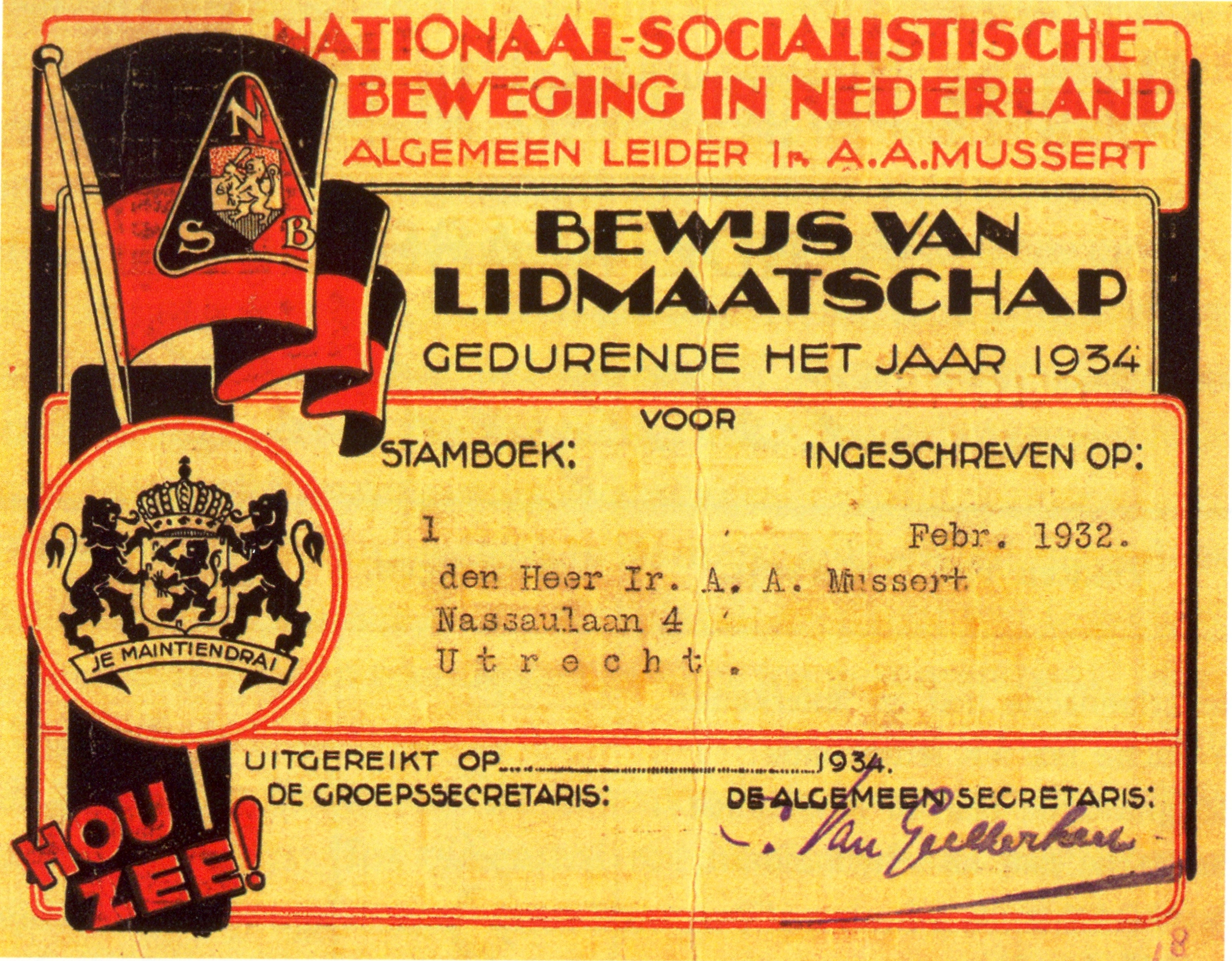
بطاقة عضوية موسرت في حركة الاشتراكية الوطنية

في 14 ديسمبر 1931، أسس موسرت وكورنيليس فان غيلكيركن وعشرة آخرون حركة الاشتراكية الوطنية في هولندا، وهي نظير هولندي لحزب العمال الوطني الاشتراكي الألماني. في سنواتها الأولى، تفاخر الحزب بوجود عدة مئات من الأعضاء اليهود، حتى توجه الحزب الألماني نحو مسار أكثر معاداة للسامية.
جذبت مظاهرة في أوترخت عام 1933 فقط 600 مؤيد. بعد عام، تجمع الحزب في أمستردام 25,000 متظاهر. حصل الحزب على 300,000 صوت في انتخابات البرلمان عام 1935، أي ما يقرب من 8% من الأصوات الوطنية. في انتخابات 1937، حصل على أكثر بقليل من نصف هذا العدد. بعد ذلك، عمل موسرت على منع المقاومة ضد الغزو الألماني.

## الإعدام
عند استسلام ألمانيا، تم اعتقال موسرت في مكتب حزب الحركة الاشتراكية الوطنية في لاهاي في 7 مايو 1945. وقد أُدين بالخيانة العظمى في 28 نوفمبر بعد محاكمة استمرت يومين، وحُكم عليه بالإعدام في 12 ديسمبر. تقدم بطلب للملكة فيلهلمينا للعفو عنه، لكنها رفضت. في 7 مايو 1946، بالضبط بعد عام من اعتقاله وأربعة أيام قبل عيد ميلاده الثاني والخمسين، تم إعدام موسرت رمياً بالرصاص في موقع فالزدوربفلاكته، وهو موقع بالقرب من لاهاي، حيث تم قتل مئات المواطنين الهولنديين من قبل النظام النازي.